# Аллея 11 Героев Сапёров
Алле́я Оди́ннадцати Геро́ев Сапёров — улица в районе Кунцево Западного административного округа города Москвы. Проходит от улицы Академика Павлова.

## Название
Аллея получила своё название 15 апреля 2013 года в память о сапёрах 1077-го стрелкового полка 316-й стрелковой дивизии (командир взвода младший лейтенант П. И. Фирстов, младший политрук А. М. Павлов, помощник командира взвода старший сержант А. Зубков, сержант Д. Матёркин, красноармейцы П. Синеговский, Г. Ульченко, В. Семёнов, П. Калюжный, Е. Довжук, В. Манюшин, П. Гениевский), обеспечивших 18 ноября 1941 года у деревни Строково отход основных сил дивизии на запасные рубежи обороны, внеся значительный вклад в оборону Москвы в период Второй мировой войны; все бойцы были награждены орденами Ленина (посмертно).
Официальное название улицы — аллея 11-ти Героев Сапёров, однако орфографически правильнее — аллея 11 Героев Сапёров.

## Описание
Аллея проходит от улицы Академика Павлова на юго-восток параллельно Рублёвскому шоссе и оканчивается, не доходя до Ярцевской улицы. По аллее не числится домовладений.

## Транспорт

### Наземный транспорт
По аллее 11 Героев Сапёров не проходят маршруты наземного общественного городского транспорта. У северо-западного конца аллеи расположена остановка «Рублёвское шоссе» автобусов № 127, 626, 660, северо-восточнее аллеи — остановка «Управление соцзащиты» автобусов № 271, 626, 688, 732, 733, 733к, 832, троллейбуса № 19 (на Рублёвском шоссе), остановки «Рубежный проезд» автобусов № 127, 129, 271, 626, 732, 733, 733к, 832, троллейбуса № 19 (на Рублёвском шоссе), автобусов № 271, 733, 733к (на Рубежном проезде).

### Метро
- Станция метро «Крылатское» Арбатско-Покровской линии — севернее аллеи, на Осеннем бульваре.
- Станция метро «Молодёжная» Арбатско-Покровской линии — южнее аллеи, на пересечении Ельнинской и Ярцевской улиц.